# Bokroshát
Bokroshát  (vagy Bokroshát-puszta, horvátul: Zlatna Greda) falu Horvátországban, Eszék-Baranya megyében. Közigazgatásilag Bellyéhez tartozik.

## Fekvése
Eszéktől légvonalban 23, közúton 27 km-re északkeletre, községközpontjától légvonalban 16, közúton 19 km-re északkeletre Baranyában, a Drávaszög területén a Kopácsi-rét és a Kopácsi-rét Természetvédelmi Park északi szélén fekszik. A szomszédos Tökössel egy szűk, aszfaltozott út köti össze.

## Története
A 19. század közepén keletkezett Hercegszöllős déli, Bokroshát nevű határrészén mezőgazdasági majorként. A település az első világháború után az új szerb-horvát-szlovén állam, majd később (1929-ben) Jugoszlávia része lett. A délszláv hatóságok nevét Zlatna Gredára változtatták, melyet azért kapott, mert a környező területből kiemelkedő enyhe dombháton (greda = hát) fekszik. 1941 és 1944 között a település ismét Magyarországhoz tartozott. A megélhetési nehézségek miatt az 1970-es évektől megindult a lakosság elvándorlása. Az 1991-es népszámlálás adatai szerint lakosságának 52%-a horvát, 20%-a magyar, 13%-a jugoszláv, 9%-a szerb, 2-2%-a bosnyák és német nemzetiségű volt. Ekkor 6 házában 12 lakos élt. A falut 1991 szeptemberében megszállták a JNA katonái és a szerb szabadcsapatok. A horvát kormány 1997-ben kelt rendeletével létrejött a Kopácsi-rét Természetvédelmi Park, amely átvette a terület igazgatását A településnek 2011-ben 5 állandó lakosa volt.

## Lakossága
| Lakosság változása | Lakosság változása | Lakosság változása | Lakosság változása | Lakosság változása | Lakosság változása | Lakosság változása | Lakosság változása | Lakosság változása | Lakosság változása | Lakosság változása | Lakosság változása | Lakosság változása | Lakosság változása | Lakosság változása | Lakosság változása |
| ------------------ | ------------------ | ------------------ | ------------------ | ------------------ | ------------------ | ------------------ | ------------------ | ------------------ | ------------------ | ------------------ | ------------------ | ------------------ | ------------------ | ------------------ | ------------------ |
| 1857               | 1869               | 1880               | 1890               | 1900               | 1910               | 1921               | 1931               | 1948               | 1953               | 1961               | 1971               | 1981               | 1991               | 2001               | 2011               |
| 0                  | 0                  | 0                  | 0                  | 0                  | 0                  | 0                  | 0                  | 671                | 443                | 434                | 346                | 57                 | 46                 | 12                 | 5                  |

(1948-tól 1981-ig Hercegszőllős településrészeként, 1991-től önálló településként.)

## Gazdaság
A pusztán hagyományosan a mező- és erdőgazdaság és az állattartás képezte a megélhetés alapját. Ma már a vadászat és az ökoturizmus fejlesztése a fő cél. A vadászturizmus fejlesztésére építették a bokrosháti „Zlatna greda” vadászházat. 2000 után a faluba kezdett visszatérni az élet, mely elsősorban az azonos nevű ökocentrumnak köszönhető. A létesítményt az eszéki „Zeleni Osijek” Ökológiai Társaság a település domináns épületének, egy korábbi irodaépületnek ökocentrummá való átépítésével alakította ki. Az Ökocentrum 46 férőhellyel, étteremmel, terasszal, tűzrakóhellyel rendelkezik.

## Nevezetességei
A faluban manapság csak néhány lakos él, így a környező erdők vadvilágának menedéke. Ilyen módon a szarvasok és a vaddisznók akadálytalanul barangolhatnak ebben a csendes és biztonságos környezetben, melyet a természeti szépségek, valamint a Duna közelsége tesz Baranya rejtett gyöngyszemévé.